# Metalimnobia (Tricholimonia) compta
Metalimnobia (Tricholimonia) compta is een tweevleugelige uit de familie steltmuggen (Limoniidae). De soort komt voor in het Afrotropisch gebied.